# USS Kansas (BB-21)
El USS Kansas (BB-21), fue un acorazado tipo pre-dreadnought clase Connecticut de la Armada de los Estados Unidos, cuarto de su clase y segundo en llevar ese nombre. Fue construido en el astillero de New York Shipbuilding Corporation, en Camden, Nueva Jersey, con su quilla colocada en febrero de 1904 y botado en agosto de 1905. La embarcación finalizada fue puesta en servicio con la flota en abril de 1907. Era capaz de navegar a 18 nudos (33 km/h). Su armamento principal consistía en cuatro cañones de 305 mm apoyados por una batería secundaria mixta de 8 cañones de 203 mm y 12 de 178 mm.
Poco después de entrar en servicio, se unió a la Gran Flota Blanca para su viaje de circunnavegación mundial, de 1908 a 1909. Realizó viajes a Europa en 1910 y 1911, y después de 1912, se vio involucrado en la represión de disturbios en varios países de norte y Centroamérica, incluyendo la ocupación de Veracruz durante la Revolución mexicana. Después de que Estados Unidos entrara a la Primera Guerra Mundial en abril de 1917, el Kansas fue ocupado como buque escuela para el nuevo personal. En septiembre de 1918, comenzó a escoltar convoyes hacia Europa. Después del término de la guerra en noviembre, realizó una serie de viajes a Francia para repatriar a los soldados estadounidenses.
La carrera posguerra de la embarcación fue corta. Realizó cruceros de entrenamiento para los cadetes de la Academia Naval en 1920 y 1921, el primero al Pacífico y el segundo a Europa. Durante este período, sirvió brevemente como buque insignia de la 4.ª División de Acorazados. Después de regresar de su segundo crucero, fue dado de baja y vendido como chatarra en agosto de 1923 de acuerdo a los términos del Tratado naval de Washington.

## Diseño
El Kansas tenía una eslora de 139.1 m, una manga de 23.4 m, y un calado de 7.5 m. Tenía un desplazamiento estándar de 16 000 toneladas largas, y de 17 666 a máxima capacidad. Era impulsado por motores de vapor de triple expansión de dos ejes con una potencia de 16 500 caballos de fuerza (12 300 kW), conectados a dos ejes de hélices. El vapor era generado por doce calderas Babcock & Wilcox de carbón conectadas a tres chimeneas. El sistema de propulsión generaba una velocidad máxima de 18 nudos (33 km/h). Tal como fue construido, tenía mástiles militares pesados, pero fueron reemplazados en 1909 por mástiles de celosía. Tenía una tripulación de 827 oficiales y marinos, número que fue incrementado a 881 y después a 896.
Estaba armado con una batería principal de cuatro cañones calibre 305 mm/45 serie 5 en dos torretas dobles en la línea central, una en la proa y otra en la popa. La batería secundaria consistía en ocho cañones calibre 203 mm/45, y doce cañones calibre 178 mm/45. Los cañones de 203 mm estaban montados en cuatro torretas dobles en la mitad de la embarcación y los de 178 mm estaban colocados en casamatas en el casco. Contaba con veinte cañones calibre 76 mm/50 para la defensa a corta distancia contra buques torpederos, también montados en casamatas a lo largo del casco, y con doce cañones de 3 libras. Contaba también con cuatro cañones de 1 libra. Como estándar de los buques capitales de ese periodo, el Kansas contaba con cuatro tubos lanzatorpedos de 533 mm en lanzadores sumergidos a los costados del casco.
El cinturón blindado del Kansas era de 279 mm de grosor sobre los pañoles y las salas de máquinas, y de 152 mm en el resto de la embarcación. Las torretas de la batería principal tenían costados de 305 mm de grosor, y las barbetas de apoyo tenían 254 mm en los costados expuestos. Las torretas secundarias tenían un blindaje frontal de 178 mm. La torre de mando tenía costados de 229 mm de grosor.

## Historial de servicio

### Primeros años y Gran Flota Blanca

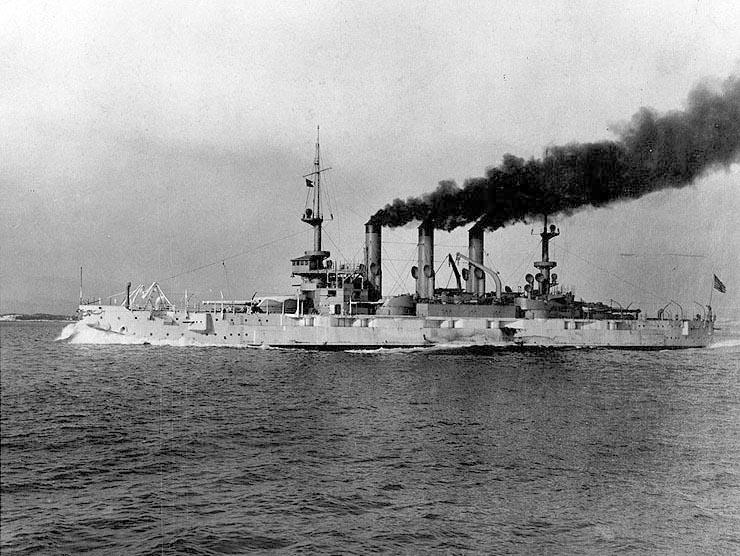
Kansas en pruebas, 1906. Los cañones de 178 mm no le habían sido instalados

La quilla del Kansas fue colocada en el astillero New York Shipbuilding Corporation en Camden, Nueva Jersey, el 10 de febrero de 1904, y fue botado el 12 de agosto de 1905. Después de un trabajo de acondicionamiento, fue puesto en servicio con la flota el 18 de abril de 1907, bajo el mando del capitán Charles Vreeland, en Filadelfia. Inició un crucero de prueba el 17 de agosto frente a la costa de Provincetown, Massachusetts, que reveló la necesidad de modificaciones, mismas que fueron iniciadas el 24 de septiembre en Filadelfia. El 9 de diciembre, se unió a las demás embarcaciones que serían asignadas a la Gran Flota Blanca, en Hampton Roads, Virginia.
El 16 de diciembre, zarpó de Hampton Roads con la Gran Flota Blanca para su viaje de circunnavegación mundial. El crucero fue concebido como una forma de demostrar el poderío militar de los Estados Unidos, particularmente hacia Japón. Las tensiones entre Estados Unidos y Japón habían comenzado a aumentar después de la victoria japonesa en la guerra ruso-japonesa, en 1905. La prensa de ambos países pedía la guerra, y Roosevelt esperaba utilizar la demostración de poderío naval para disuadir cualquier agresión japonesa. El crucero también tenía la intención de afirmar el estatus de Estados Unidos como una potencia naval mundial, además de convencer al Congreso de la necesidad de apoyar el aumento de los gastos navales. La flota navegó hacia el sur al Caribe, y luego a Sudamérica, haciendo paradas en Puerto España, Río de Janeiro, Punta Arenas y Valparaíso, entre otras ciudades, Después de llegar a México en marzo de 1908, la flota pasó tres semanas llevando a cabo prácticas de artillería. La flota continuó su viaje por la costa estadounidense del Pacífico, deteniéndose en San Francisco, y Seattle antes de cruzar el Pacífico hacia Australia, deteniéndose de camino en Hawái. Algunas paradas en el Pacífico Sur incluyeron Melbourne, Sídney y Auckland.
Después de dejar Australia, la flota giró al norte hacia Filipinas, deteniéndose en Manila antes de continuar hacia Japón, donde se realizó una ceremonia de bienvenida en Yokohama. En noviembre, le siguieron tres semanas de ejercicios en la bahía de Súbic, Filipinas. Las embarcaciones pasaron por Singapur el 6 de diciembre y entraron al océano Índico, cargaron carbón en Colombo antes de cruzar el canal de Suez y volvieron a abastecerse de carbón en Puerto Saíd, Egipto. La flota hizo escala en varios puertos del Mediterráneo antes de detenerse en Gibraltar, donde una flota internacional de barcos de guerra británicos, rusos, franceses y alemanes los recibieron. Las embarcaciones cruzaron el Atlántico para regresar a Hampton Roads el 22 de febrero de 1909, habiendo viajado 46 729 millas náuticas (82 542 km). Ahí, pasaron revista para el presidente Theodore Roosevelt.

### Actividades en tiempos de paz

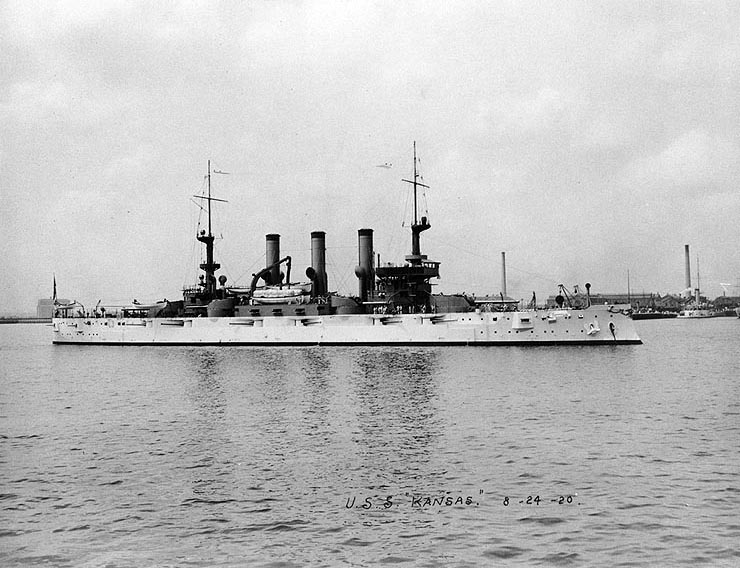
Kansas, 1907

Una semana después de regresar de su viaje, el Kansas zarpó al astillero de Filadelfia para una revisión después del largo período en el mar. El trabajo fue finalizado el 17 de junio, y después de eso inició una rutina de tiempos de paz de maniobras y diversos ejercicios de entrenamiento que continuaron a lo largo del siguiente año. El 15 de noviembre de 1910, se unió a la 2.ª División de Acorazados para un crucero a Europa, con paradas en Cherburgo, Francia; y Portland, Inglaterra. Las embarcaciones volvieron a cruzar el Atlántico, deteniéndose en Santo Domingo y Cuba, antes de regresar a Hampton Roads. Realizó un segundo viaje a Europa a mediados de 1911; en esta ocasión, la división zarpó al mar Báltico, para visitar algunos puertos de la región, incluidos Copenhague, Dinamarca; Estocomo, Suecia, Kronstadt, Rusia, y Kiel, Alemania. Las embarcaciones regresaron a Provincetown el 13 de julio y posteriormente se unieron a la flota para ejercicios en la costa de los cabos de Virginia. El Kansas zarpó al astillero de Norfolk el 3 de noviembre para otra revisión.
Inició una serie de extensas maniobras a inicios de 1912, en la bahía de Guantánamo, Cuba. Regresó a Hampton Roads para recibir a un escuadrón de buques alemanes: el crucero de batalla SMS Moltke y los cruceros ligeros SMS Bremen y SMS Stettin, que visitaron el puerto del 28 de mayo al 8 de junio. Zarpó después en un crucero de entrenamiento a lo largo de la costa este estadounidense para guardiamarinas de la Academia Naval, el 21 de junio. Regresó con los reclutas a Annapolis el 30 de agosto. El 15 de noviembre, inició un crucero de entrenamiento en el Golfo de México, regresando a Filadelfia para una revisión el 21 de diciembre. Retornó a sus labores el 5 de mayo de 1913, y realizó un crucero por la costa este los siguientes meses. El 25 de octubre, cruzó el Atlántico y navegó por el mar Mediterráneo, deteniéndose en Génova, Italia. Después de su regreso a la bahía de Guantánamo, fue enviado a la costa de México para proteger los intereses estadounidenses durante la Revolución mexicana. La embarcación estuvo de vuelta en Norfolk el 14 de marzo de 1914, y le siguió otra revisión en Filadelfia el 11 de abril. El 1 de junio, zarpó de Norfolk para transportar los restos del recién fallecido embajador venezolano en los Estados Unidos, a su tierra natal. Arribó a La Guaira el 14 de julio antes de regresar a la costa de México para apoyar a las fuerzas que ocuparon el puerto de Veracruz. Abandonó el área el 29 de octubre para responder a un disturbio en Puerto Príncipe, Haití, arribando el 3 de noviembre. Permaneció ahí un mes antes de partir el 1 de diciembre a Filadelfia. La embarcación continuó con su rutina normal de tiempos de paz de ejercicios de entrenamiento frente a la costa este de Estados Unidos y en Cuba hasta el 30 de septiembre de 1916, cuando pasó por otra revisión en Filadelfia.

### Primera Guerra Mundial

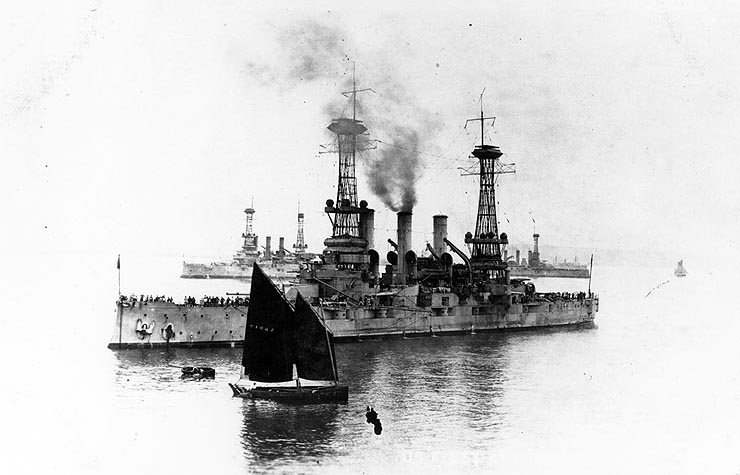
El Kansas en Brest, Francia, 1919. Al fondo se aprecian el New Hampshire (izquierda), y el Connecticut (derecha)

Se encontraba en dique seco cuando Estados Unidos le declaró la guerra a Alemania el 6 de abril de 1917. El 10 de julio, fue asignado a la 4.ª División de Acorazados, y se le ordenó el entrenamiento de personal naval en la bahía de Chesapeake. En septiembre de 1918, fue asignado a tareas de escolta, iniciando su primera misión el 6 de septiembre. Partió con su embarcación hermana USS New Hampshire y el dreadnought USS South Carolina para proteger un convoy HX rápido de tropas. El 16 de septiembre, los tres acorazados dejaron el convoy en el Atlántico y zarparon de regreso a los Estados Unidos, mientras otra escolta acompañó al convoy a puerto. El día 17, el South Carolina tuvo problemas con su hélice de estribor, lo que le obligó a reducir su velocidad máxima a 11 nudos (20 km/h), utilizando solo la hélice de babor. El Kansas y el New Hampshire permanecieron con el South Carolina para escoltarlo de regreso a puerto. La tarea de escolta no duró mucho tiempo, ya que Alemania firmó el armisticio que finalizó la guerra el 11 de noviembre.
Después del final de la guerra en noviembre de 1918, se unió a la tarea de repatriar a los soldados estadounidenses en Francia, realizando cinco viajes a Brest. El primero de estos viajes, tomó lugar en diciembre; el Kansas y el acorazado Georgia partieron el 10 de diciembre y arribaron a Brest el día 22. Los dos acorazados embarcaron un total de 2732 soldados entre ambos en el transcurso de cuatro días, antes de zarpar para su viaje de regreso. Le siguió una revisión mayor en Filadelfia, del 29 de junio al 17 de mayo de 1920. Continuó hacia Annapolis, arribando el día 20 y embarcando guardamarinas para otro crucero de entrenamientos, esta vez por el océano Pacífico. Cruzaron el Canal de Panamá y visitaron varios puertos de la costa oeste, incluyendo Honolulu, Seattle, San Francisco, y San Pedro. Abandonó este último puerto el 11 de agosto hacia el Canal de Panamá, y cruzó por el Caribe para detenerse en la bahía de Guantánamo. Arribó a Annapolis el 2 de septiembre, donde desembarcó a los guardamarinas. El contraalmirante Frederick Hughes tomó el mando del Kansas en Filadeflia, como buque insignia de la 4.ª División de Acorazados.
La embarcación partió el 27 de septiembre en un crucero por el Caribe. El 2 de octubre, mientras se encontraba en la bahía de Grassey, Bermudas, el príncipe Eduardo de Gales visitó la embarcación. El día 4, atravesó el Canal de Panamá y navegó hacia la Samoa Americana, deteniéndose en Pago Pago, el 11 de noviembre. Visitó Hawái antes de cruzar de vuelta el Canal de Panamá y regresar al Filadelfia el 7 de marzo de 1921. Le siguió otro crucero de entrenamiento para guardamarinas el 4 de junio; se le unieron otros tres acorazados para visitar aguas europeas. Las paradas incluyeron Oslo, Noruega; Lisboa, Portugal; y Gibraltar. Pasaron por la bahía de Guantánamo antes de regresar a Annapolis, el 28 de agosto. Le siguió una visita a Nueva York del 3 al 19 de septiembre. Regresó a Filadelfia un día después, donde fue dado de baja el 16 de diciembre. Fue retirado del Registro Naval el 24 de agosto de 1923 de acuerdo a los términos del Tratado naval de Washington, y fue desguazado posteriormente como chatarra en 1924.